# 1013

سنة 1013 كانت سنة بسيطة تبدأ يوم الخميس حسب التقويم اليولياني.

## مواليد
- أبو الحسن المجاشعي
- إسحاق الفاسي مفكر يهودي مغربي.

## وفيات
- 18 مايو - هشام المؤيد بالله، الخليفة الثالث لقرطبة من الأمويون.
- الزهراوي - عالِم وطبيب عربي مسلم من الأندلس.